# Musa Kart
Musa Kart (* 1954 in Yeniceoba) ist ein türkischer Karikaturist. Er arbeitete unter anderem für die Zeitung Cumhuriyet, wo seit 1994 täglich eine Karikatur von ihm erschien. Im Jahre 2006 erhielt er den Pressefreiheits-Preis der Türkischen Journalistenvereinigung. Musa Kart wurde im Oktober 2016 zusammen mit anderen Journalisten und Mitarbeitern der Cumhuriyet unter dem Verdacht, er habe mit seiner Arbeit die Terrororganisation PKK sowie die Gülen-Bewegung unterstützt, festgenommen. Damit gehörte er zu den in den Jahren 2016 und 2017 über hundert inhaftierten türkischen Journalistinnen und Journalisten. Am 28. Juli 2017, fünf Tage nach dem Prozessauftakt gegen 17 Cumhuriyet-Mitarbeiter, wurden Kart und sechs andere Cumhuriyet-Mitarbeiter zunächst freigelassen, im April 2018 aber zu drei Jahren und neun Monaten Haft verurteilt.

## Leben
Kart veröffentlichte im Jahr 1974 während seines Ingenieursstudiums in Ankara erstmals eine Karikatur. Im Jahr 1983 gab er den Ingenieursberuf auf und widmete sich professionell dem Zeichnen. Seine Karikaturen veröffentlichte er beispielsweise in den Publikationen Milliyet, Güneş, Günaydın, Cumhuriyet und dem Magazin Nokta. Ab 1994 erschien eine tägliche Karikatur von Kart in einer festen Kolumne der Cumhuriyet. Seit 1993 war er dort Redaktionsmitglied.

### Verhaftungen und Anklagen
Ein Strafverfahren wegen der Darstellung Erdoğans als Katze führte bis vor den Yargıtay. Dieser hob das Urteil der Vorinstanz (Geldstrafe von 5.000 YTL) 2005 auf. Auch im Jahr 2014 stand er unter der Anklage, mit einem Cartoon zum Korruptionsskandal in der Türkei 2013 Ministerpräsident Recep Tayyip Erdoğan verleumdet und beleidigt zu haben, wofür ihm eine neunjährige Freiheitsstrafe drohte. Das zuständige Gericht ließ die Anklage allerdings bereits am ersten Verhandlungstag fallen.

Im Rahmen der Maßnahmen nach dem Putschversuch in der Türkei gingen Polizei und Staatsanwaltschaft im Oktober 2016 gegen die Zeitung Cumhuriyet vor und verhafteten zwölf Angestellte, darunter neben Musa Kart auch deren Chefredakteur Murat Sabuncu. Der Vorwurf lautete, sie hätten durch ihre Arbeit die Terrororganisation PKK sowie die Gülen-Bewegung, der die Verantwortung für den Putschversuch in der Türkei 2016 zugeschrieben wird, unterstützt. Kurz vor der eigentlichen Verhaftung interviewt, äußerte Kart:
„Das kann man der Welt nicht erklären. Ich werde verhaftet, weil ich Cartoons zeichne, nur wegen Cartoons. Ich denke jeder wird in der Lage sein, das zueinander ins Verhältnis zu setzen“
Kart wurde zur Untersuchungshaft in das Gefängnis Silivri gebracht. Er teilte die Zelle mit dem Journalist Kadri Gürsel und dem Publizisten Turhan Günay, die beide ebenfalls für Cumhuriyet tätig waren.
Im April 2017 wurde die Anklageschrift vorgelegt. Der Prozess gegen Kart und 16 andere Cumhuriyet-Mitarbeiter begann am 24. Juli 2017. Am 28. Juli 2017 wurde er aus der 271 Tage andauernden Untersuchungshaft freigelassen, stand aber weiter unter Anklage. Am 25. April 2018 wurde er wegen des Vorwurfs der Terrorunterstützung zu drei Jahren und neun Monaten Haft verurteilt. Im Februar 2019 wies das Berufungsgericht in Istanbul den Einspruch Karts und weiterer 13 Cumhuriyet-Mitarbeiter in der Sache zurück, so dass ihm erneute Haft droht.
Ein Berufungsgericht hat am 25. April 2019 das Urteil gegen Kart und fünf weitere Redaktionsmitglieder bestätigt. Sie mussten daraufhin langjährig angesetzte Haftstrafen antreten. Eine höhere Instanz hob das Urteil am 12. September 2019 auf, so dass Kart nach 142 Tagen am gleichen Tag aus der Haft entlassen wurde. Mit ihm kamen vier weitere ehemalige Journalisten der Cumhuriyet frei.

## Rezeption
Im Vorfeld eines Staatsbesuchs des türkischen Präsidenten Erdoğan im September 2018 wurden neben anderen auch Karikaturen von Musa Kart in der Ausstellung „Wir verrecken vor Lachen – 50 Jahre Karikatürkei“ im Kunstraum Bethanien in Berlin-Kreuzberg gezeigt.

## Auszeichnungen
- 1985: „Journalist des Jahres“ (Vereinigung der zeitgenössischen Journalisten)
- 1985: Erster Preis der Kategorie Presse-Sportkarikatur (Amateur Sport Club Confederation)
- 1991: Ehrenpreis (Türkische Journalistenvereinigung)
- 1995: „Karikaturenpreis für Demokratie“, (Karikaturistenvereinigung)
- 1996: „Journalist des Jahres“ (Vereinigung der zeitgenössischen Journalisten)
- 1998: „Karikaturist des Jahres“ (Siyaset-Magazin)
- 2006: Pressefreiheitspreis (Türkische Journalistenvereinigung)[6]
- 2018: „Prix International du dessin de presse de Genève“ der Stiftung Cartooning for Peace[21]